# Cerro la Cruz (complejo arqueológico)
Cerro la Cruz es un complejo arqueológico ubicado en el valle del Chao, provincia de Virú, región La Libertad, Perú. Al igual que las ruinas de muchos otros antiguos centros administrativos prehispánicos, no se sabe si hubo asentamientos anteriores emplazados en donde están las ruinas de Cerro la Cruz, debido a la falta de fuentes etnohistóricas y materiales. Fue fundado por la cultura Casma, presencia que desapareció o se vio fuertemente reducida después de la conquista chimú, teniéndose registros de quema pertenecientes a este evento. 

## Historia
La historia del sitio, está íntimamente vinculada al de la cultura casma, al haber sido integrantes de esta cultura los probables autores de este centro administrativo, evidenciado en las cerámicas encontradas en el lugar y su estilo arquitectónico, claramente identificable como casma. Las pruebas a base de radio carbono han fechado al lugar actualmente visible una edad de 400 años desde su construcción en el año 890 d. C. hasta su abandono, en 1290 d. C. Debido a su fecha de construcción, se puede asumir que Cerro la Cruz fue construida luego de la expansión Casma al valle del Chao proveniente desde sus centros administrativos más antiguos: Ten Ten y el Purgatorio, datados como construidos en el año 700 d. C.. En el año 1290 d. C., sucedió un evento que marcaría para siempre la historia del complejo: el abandono del lugar, relacionado con un incendio que tomó lugar dicho año y que para la arqueóloga Melissa Vogel, estaría claramente relacionado con la presencia chimú en el valle del Chao. Sea como fuese, el abandono de Cerro la Cruz no marcó el fin de la confederación casma, que resistió hasta los años 1350 - 1400 d. C. al estado chimú, probablemente conviviendo con el creciente imperio hasta la absorción total de la confederación por el imperio norteño. A diferencia de Cerro la Cruz, el Purgatorio siguió ocupada bajo dominio chimú.

## Descripción
Abarcando un área de 40 hectáreas, Cerro la Cruz es aproximadamente entre 4 a 5 veces inferior en tamaño a la considerada como capital casma de El Purgatorio. Está compuesto por nueve recintos, cuatro estructuras ceremoniales y numerosas pequeñas terrazas donde los habitantes no pertenecientes a la élite vivían. A diferencia de la capital casma, Cerro la Cruz está rodeada por una serie de murallas, probablemente evidenciando que en algún momento de su historia, la máxima extensión norteña de los casma fue protagonista de intentos de invasión o episodios bélicos que requirieron su construcción. Los recintos que se encontraron en Cerro la Cruz fueron claramente multifuncionales, sirviendo como espacio para actividades públicas, rituales y hasta domésticas. En lo que respecta a su arquitectura, la técnica de construcción empleada para Cerro la Cruz fue casi la misma que se usó en la construcción del Purgatorio: una mezcla de adobe y piedra sin tallar, con la excepción que las construcciones presentan capas de material orgánico. 